# Lito Valle
Lito Valle (eigentl.: Carlos Alberto Sahagún, * 1942) ist ein argentinischer Pianist, Komponist, Dirigent und Musikpädagoge.

## Leben
Lito Valle studierte bei Jacobo Ficher Komposition und bei Guillermo Scarabino Dirigieren und absolvierte am Instituto Superior de Arte des Teatro Colón eine Ausbildung als Korrepetitor. Als Dirigent leitete er die Aufführung von Opern, musikalischen Revuen und Zarzuelas. 1980 dirigierte er die Aufführung der argentinischen Version der West Side Story. Für Radio Nacional leitete er vierzehn Jahre lang die Sendereihen La Zarzuela und Comedias Musicales y Operetas, außerdem leitete er auch mehrere musikalische Fernsehprogramme.
Als Pianist oder Dirigent arbeitete er mit so unterschiedlichen Musikern wie Lalo Schifrin, Libertad Lamarque, Estela Raval, Rocío Jurado, Isabel Pantoja und Mariano Mores zusammen und dirigierte u. a. das Orquesta Nacional de Música Argentina Juan de Dios Filiberto, das Orquesta del Tango de Buenos Aires, das japanische Gunma Symphony Orchestra und das Orquesta Sinfónica de la Universidad de Cuyo. 1999 leitete er die Uraufführung seiner Komposition B.A.C.H. Ostinato mit der Banda Sinfónica de la Ciudad de Buenos Aires.
2002 wurde an der University of Colorado eine Reihe von Tangoarrangements aufgeführt, die Lito Valle mit dem Klarinettisten Paquito D’Rivera und dem Fagottisten Andrea Merenzon geschrieben hatte. 2003 arrangierte er Tangos von Astor Piazzolla und José Ferrer für eine CD mit dem Sänger Guillermo Fernández. Außerdem betreute er eine Ausgabe einer Antología de Arreglos Orquestales de Tango mit dem Orquestra Filiberto, die u. a. eigene Arrangements von Tangos Atilio Stampones, Nestor Marconis und Osvaldo Requenas enthält.
Lito Valle gehört zu den Gründern der Escuela de Música Popular de Avellaneda, wo er Jazzklavier und Jazzensembleleitung, Arrangement und Orchestration unterrichtet. Seit 1975 gibt er zudem privaten Unterricht. Auszeichnungen erhielt er u. a. für die Kompositionen Per Orchestra (1980), Música de Entretenimiento II für Saxophonquartett und Ragtime für Klavier zu vier Händen.